# 牛津大學沃弗森學院
沃弗森学院（英語：Wolfson College）是英國牛津大學的学院，位於牛津北查韦尔河沿岸，只接受碩博研究生入學，是牛津大學最國際化的学院，學員來自世界各地75個國家。

## 歷史

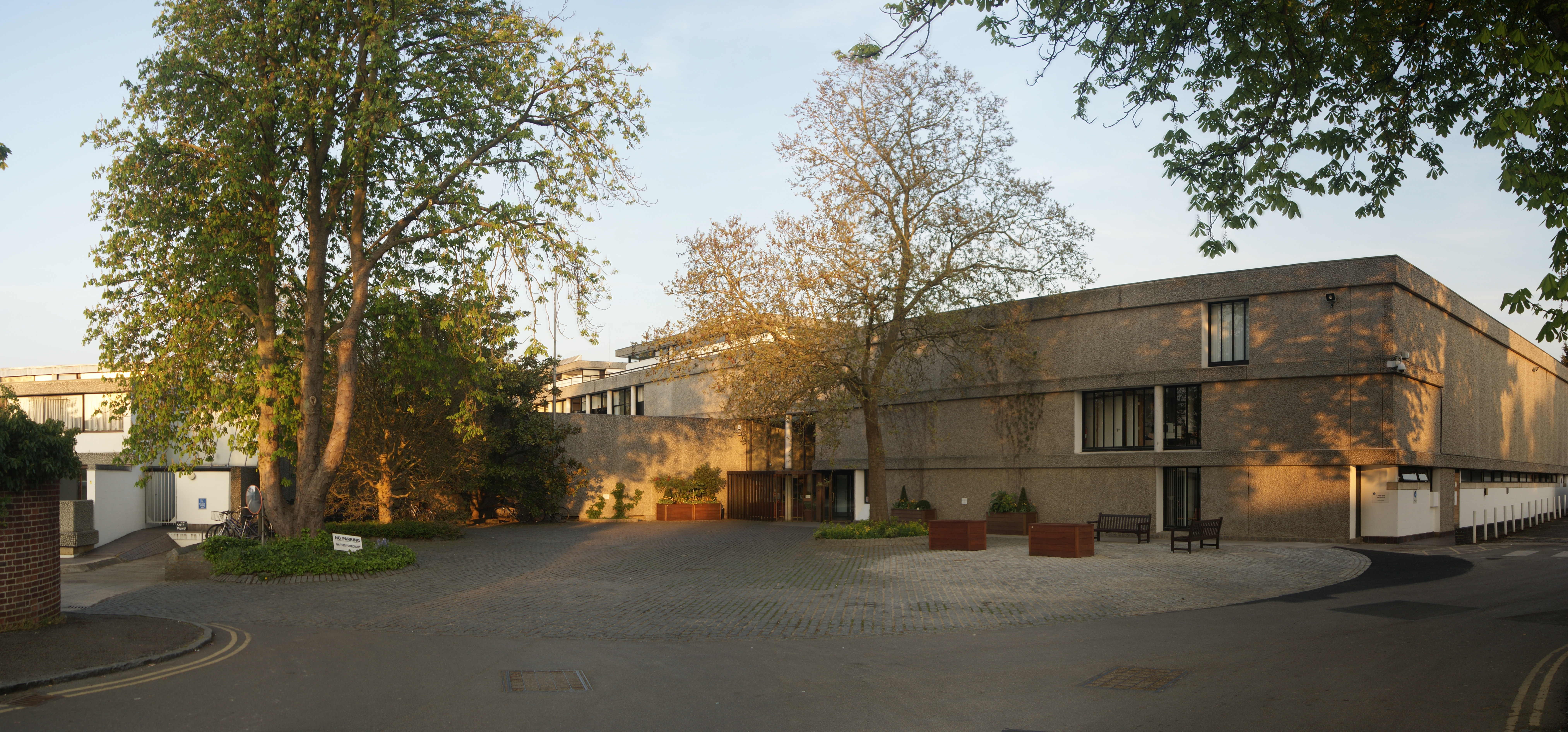
前院和大門（学院扩建前）

沃弗森学院的第一任院長是著名政治哲學家以賽亞·伯林，他對1965年的学院創建起著至關重要的作用。
該学院最初稱為伊夫雷学院（Iffley College），為研究生提供自然和社會學科教學。在首任院長的努力和其他幾個牛津学院的協助下，1960年代沃弗森基金會和福特基金會為学院另建了一個校區。艾薩克·沃弗森為学院捐了很大一筆款，因此学院也以其名稱命名。

## 學術
2008年614位畢業生中，有454位是哲學博士。其他人則獲得哲學碩士、理學碩士、MSt、MBA、EMBA、MLitt、BPhil和Cert學位。学院不接受MJur和LLB。該学院也曾是牛津大學朝鮮研究中心（Centre for Korean Studies）和國際青藏研究協會（International Association of Tibetan Studies）的總部，後者已搬至牛津的其他地區。

## 外部連結
- Wolfson College website （页面存档备份，存于）
- Virtual Tour of the College （页面存档备份，存于）
- Wolfson College wiki from Wikia